# Albuixech
Albuixech (Albuixec in valenciano) è un comune spagnolo di 4 419 abitanti della provincia di Valencia nella comunità autonoma Valenciana.
Secondo alcuni studiosi il toponimo ha origini arabe (Abu Saak), ma gli abitanti più anziani sostengono invece che derivi dal valenciano "arbol sec" (trad. albero secco) nel cui tronco fu trovata l'icona della Vergine di Albuixech (la seconda più antica di Valencia) che ancora oggi si conserva nella rispettiva chiesa.
Il piccolo comune dista 11 chilometri dalla capitale della regione, Valencia.